# Stenocoryne leucorrhoda
Stenocoryne leucorrhoda là một loài thực vật có hoa trong họ Lan. Loài này được (Rchb. f.) Kraenzl. miêu tả khoa học đầu tiên.